# Elfriede Schuselka
Elfriede „Elfi“ Schuselka-Capobianco (* 13. Februar 1940 in Wien), ist eine österreichische Künstlerin. Ihr Werk umfasst Druckgrafik, Skulptur und Malerei.

## Leben
Schuselka studierte von 1958 bis 1959 Fotografie an der Graphischen Versuchsanstalt (heute: Höhere Graphische Bundes-Lehr- und Versuchsanstalt) in Wien unter anderem bei Ernst Hartmann, sowie Kunstgeschichte und Theaterwissenschaften an der Universität Wien.
Zwischen 1959 und 1961 setzte sie ihr Studium in der Meisterklasse für Grafik bei Paul Kurt Schwarz an der Akademie für angewandte Kunst in Wien fort, die heute als Universität für angewandte Kunst Wien bekannt ist. Ihre künstlerische Ausbildung vertiefte sie 1960 an der „Schule des Sehens“ unter Oskar Kokoschka in Salzburg.
In den Jahren 1961 bis 1963 lebte Schuselka in Italien, wo sie an der Academia di Belle Arti di Napoli studierte. Im März 1964 zog sie nach New York, wo sie ihre Karriere als Künstlerin weiter vorantrieb. In dieser Stadt war sie nicht nur als Künstlerin tätig, sondern auch als Lehrende an verschiedenen Kunstinstitutionen. Von 1970 bis 1972 arbeitete sie als Dozentin an der School of Visual Arts, um 1973 unterrichtete sie Keramik bei „The Pottery“ in New York. 1974 lehrte Schuselka am Pratt Institute in Phoenix und New York und 1976 war sie als Gastkünstlerin an der Rutgers Universität tätig. Zwischen 1978 und 1980 unterrichtete sie am Pratt Graphics Center in New York, und von 1989 bis 1991 am Baruch College in New York.
Neben ihrer Tätigkeit als Künstlerin war Schuselka auch als New Yorker Korrespondentin für das Wiener Künstlermagazin „Eufora“ tätig. Sie war zudem Mitglied der SAGA (Society of American Graphic Artists), N.Y. Equity sowie der Co-Op Galerie „55 Mercer“.
Schuselka war in den frühen 1960er Jahren mit dem Künstler Rudi Stern verheiratet. In den 1970ern heiratete Schuselka den Künstler Domenick Capobianco (1938–2024).

## Studienzeit und frühe Arbeiten (1959–1964)
Schuselka begann ihre künstlerische Laufbahn mit einem Fotografie-Studium, wechselte aber zur Druckgrafik. Ihre Arbeiten zeigten früh expressionistische und surrealistische Einflüsse, geprägt von Lehrern wie Paul Kurt Schwarz und Oskar Kokoschka. Ihre Studienzeit verdeutlicht den Wechsel zwischen Abstraktion und Figuration, der ihr späteres Werk prägte.

## Hauptwerk (1960er-2010er)
Nach ihrem Umzug in die USA (1964) wandte sich Schuselka stärker der Abstraktion zu, kombinierte diese jedoch mit Gegenständlichkeit, etwa in der Lithografie „Rain“ (1969). Sie verwendete Techniken wie Lithografie, Siebdruck und Mixed Media und erweiterte ihre Arbeit später auf plastische Werke wie die „Wall Pieces“. Dafür entwickelte sie eine spezielle Methode für Reliefarbeiten. Sie flechtet zunächst ein Netz aus Jute, bedeckt es mit Gips, bemalt eine Seite und zerschlägt das Werk dann mit einem Hammer. Dieser Prozess erzeugt ein Netz aus Scherben und einen Haufen Bruchstücke auf dem Boden, die sie ebenfalls ausstellt. Pastelltöne mischen sich dabei mit rohen Putzfragmenten und schaffen eine rhythmische Anordnung aus festem Material und Leerstellen. Rissige Putzkanten und ausgefranste Jute verstärken den Ausdruck von Zerbrechlichkeit und Verfall. Die „Wall Pieces“ erinnern durch das Element des Zufalls im Material und Prozess an Action Paintings Abstrakter Expressionisten. Kunsthistorikerin Barbara C. Matilsky weist auf die Kraft der Werke hin Gegensätze zu verbinden und dadurch aufzulösen, wenn sie schreibt: „In these works, the physical and emotional states of chaos and balance, destruction and peace, are resolved.“
Die 1980er Jahre waren von geometrischen Formen und der „Parnassus“-Serie geprägt, die das künstlerische Streben mit dem Aufstieg auf den mythologischen Berg Parnass vergleicht. Schuselka arbeitete hier mit unterschiedlichen Medien und Motiven wie Leitern und Treppen. Ihre Werke thematisieren den unendlichen Prozess des Kunstschaffens. Schuselka verarbeitete in ihren Werken häufig persönliche Erfahrungen und gesellschaftliche Themen.
Ihr Œuvre verbindet Elemente des Expressionismus, Surrealismus, der Pop Art und Abstraktion. Sie verwendete Alltagsmotive und untersuchte die symbolische Bedeutung von Raum und Zeit, oft durch serielle Strukturen. Ihre Arbeiten verbinden häufig innovative Techniken und Materialexperimente.

## Einzelausstellungen (Auswahl)
- 1972: ‘Pie in the Sky and other Flying Objects’ introducing Elfi Schuselka with Charles Klabunde, Daniel Ziembo & Helen Siegl, C. Troup Gallery, Dallas, USA.
- 1974: Exhibition of Prints by New York Artist: Elfi Schuselka, Upper Gallery, Keele, Vereinigtes Königreich.
- 1977: Elfi Schuselka, 55 Mercer Gallery, New York, USA.
- 1977: Wall Sculptures, 55 Mercer Gallery, New York, USA.
- 1979: Wallpieces, 55 Mercer Gallery, New York, USA.
- 1980: Paintings on Mesh, Condeso/Lawler Gallery, New York, USA.
- 1983: Elfi Schuselka - Paintings, Condeso/Lawler Gallery, New York, USA.
- 1984: Elfi Schuselka - Sculpture & Drawings, 55 Mercer Gallery, New York, USA.
- 1985: Elfi Schuselka - Paintings & Drawings, Joan Hodgell Gallery, Sarasota, Florida, USA.
- 1985: Elfi Schuselka - Paintings, Condeso/Lawler Gallery, New York, USA.
- 1987: Elfi Schuselka - Paintings 7 Installation, Condeso/Lawler Gallery, New York, USA.
- 1988: Big Drawings, Neue Galerie, Wien, Österreich.
- 1988: Elfi Schuselka - Installation, Broadway Windows, New York, USA.
- 1990: Elfi Schuselka, Chauncey Gallery, Princeton, USA.
- 1993: Elfi Schuselka, Galerie Gerlinde Walz, Stuttgart, Deutschland.

## Gruppenausstellungen (Auswahl)
Schuselka war von den 1970er bis in die 2010er Jahre bei zahlreichen Grafik-Biennalen weltweit vertreten. Dabei nahm sie an einigen besonders häufig teil, wie unter anderem der „Norske Internasjonale Grafikk Biennale“ in Fredrikstadt (Norwegen) sowie der „mbg - Miedzynarodowe Biennale Grafiki“ in Krakau (Polen) und der „Biennale of Graphic Arts“ in Ljubljana (Slowenien). Weitere Beteiligungen Schuselkas an Grafik-Biennalen beinhalten die „NBC Meshtec Tokyo International Screen Print Biennale“ in Tokyo (Japan), die „Internationale Grafik Triennale“ in Frechen (Deutschland), die „Internationale Triennale für Graphik“ in Grenchen (Schweiz), die „Nation Print Exhibition“ des Brooklyn Museum (New York, USA) sowie die „Ibizagraphic“ (Ibiza, Spanien).
- 1971: Young Artists. From Around the World 1971, International Play Group Inc./The Creche, New York, USA.
- 1972: Pace Editions: Printmakers at Pace, Pace Gallery, New York, USA.
- 1973: Women - Printmakers: Past and Present, New York Public Library, New York, USA.
- 1974: 4 Printmakers. Trevor Allen, Janet Brooke, Mike Rees, Elfi Schuselka, Warwick Gallery, Warwick, Vereinigtes Königreich.
- 1975: 2 by 34, Parsons Truman Gallery, New York, USA.
- 1977: Mail Art, Truman Gallery, New York, USA.
- 1977: Women in Art: Working Papers, Empire State Plaza, Albany, New York, USA.
- 1980: Group Show 80. Austrian Artists in the United States, Austrian Institute, New York, USA.
- 1982: 55 Mercer. 12 Years, 55 Mercer Gallery, New York, USA.
- 1982: Art Studio. Ausstellungen '82, Art Studio Márkos, Leonberg, Deutschland.
- 1982: Selected Women Painters, Castle Gallery, College of New Rochelle, New York, USA.
- 1983: Of, On or About Paper - III, USA Today, Arlington, Virginia, USA.
- 1984: International "Mail Art" Exhibition, Club of Young Artists, Budapest, Ungarn.
- 1986: Mail-Art International. "Le bagne c'est les autres", Centre Culturel CAS-EDF, Toulon, Frankreich.
- 1990: The Expressionist Surface. Contemporary Art in Plaster, The Queens Museum, New York, USA.
- 2000: Austria Art 2000, Austrian Trade Commission, New York, USA.
- 2010: World Gallery of Drawings, Osten - Skopje, Skopje, Nordmazedonien.